# Capparis karwinskiana
Capparis karwinskiana là một loài thực vật có hoa trong họ Capparaceae. Loài này được Schltdl. mô tả khoa học đầu tiên năm 1836.